# Frank Black Francis
Frank Black Francis är en dubbelskiva av Frank Black som släpptes ungefär samtidigt som Pixies gav sig ut på återföreningsturné. Skivan består till absolut största del av Pixies-låtar. Första skivan spelades in 1986 dagarna före Pixies spelade in sin första demokassett medan andra skivan spelades in 2004 under samarbete med David Thomas and Two Pale Boys. Namnet på skivan är en lek med Blacks två pseudonymer Black Francis, som han använde under tiden i Pixies, och Frank Black som han kallat sig under solokarriären.

## Låtlista

### Första skivan
1. "The Holiday Song" - 1:54
2. "I'm Amazed" - 1:25
3. "Rock A My Soul" - 1:50
4. "Isla de Encanta" - 1:39
5. "Caribou" - 3:00
6. "Broken Face" - 1:21
7. "Build High" - 1:26
8. "Nimrod's Son" - 2:08
9. "Ed Is Dead" - 2:45
10. "Subbacultcha" - 2:45
11. "Boom Chickaboom" - 2:33
12. "I've Been Tired" - 3:10
13. "Break My Body" - 1:55
14. "Oh My Golly!" - 1:59
15. "Vamos" - 2:14

### Andra Skivan
1. "Caribou" - 3:09
2. "Where Is My Mind?" - 3:41
3. "Cactus" - 2:41
4. "Nimrod's Son" - 3:01
5. "Levitate Me" - 2:01
6. "Wave Of Mutilation" - 2:25
7. "Monkey Gone To Heaven" - 3:49
8. "Velouria" - 4:35
9. "The Holiday Song" - 2:21
10. "Into The White" - 3:24
11. "Is She Weird?" - 3:51
12. "Subbacultcha" - 2:56
13. "Planet of Sound" - 14:56